# 会沢県
会沢県（かいたく-けん）は、中華人民共和国雲南省曲靖市に位置する県。

## 概要
会沢は古代から銅の産地として栄えた。名称は県域を流れる金沙江、牛欄江、小江、以礼河が合流することにより命名された。

## 歴史

### 漢
前135年（建元6年）、前漢は県域に堂琅県を設置、犍為郡の管轄とした。

### 隋と唐
隋代には恭州、唐初には唐興県が、南詔では東川郡、大理では東川大都督。

### 元と明
元代では東川路、明代には東川府が設置された。

### 清
1727年（雍正5年）、清朝により雲南省に移管され、会沢県が設置され、県治は当初巧家に、翌年に鍾屏に移されている。

### 民国と共和国
1913年（民国2年）、東河府の廃止に伴い東川県とされたが、1927年（民国16年）に会沢県に改称されている。国共内戦中は中国共産党により曲靖専署の管轄とされたが、中華人民共和国が成立すると昭通専署の管轄とされた。1958年10月、会沢県は東川市に編入されたが、1964年12月に再び会沢県が分割され、曲靖地区（1997年地級市に昇格）の管轄とされた。

## 行政区画
下部に3街道、7鎮、12郷、1民族郷を管轄する
- 街道
  - 古城街道、金鍾街道、宝雲街道
- 鎮
  - 娜姑鎮、者海鎮、大井鎮、礦山鎮、楽業鎮、迤車鎮、待補鎮
- 郷
  - 紙廠郷、馬路郷、火紅郷、雨碌郷、大海郷、魯納郷、老廠郷、上村郷、五星郷、駕車郷、大橋郷、田壩郷
- 民族郷
  - 新街回族郷

## 交通

### 道路
- 高速道路
  - 渝昆高速道路
  - S16 沾会高速道路
- 国道
  - G213国道
  - G326国道

## 出身者
- 唐継尭 - 清末民初の軍人・政治家。蔡鍔とともに雲南省で辛亥革命に呼応し、後に護国戦争も主導した。10数年にわたり雲南省を統治した。
- 蔡澤林 - 陸上競技選手、リオデジャネイロオリンピック男子20km競歩銀メダリスト[1]